# Call of Duty: Black Ops III
Call of Duty: Black Ops III és un videojoc d'acció en primera persona de ciència-ficció militar, desenvolupat per Treyarch i publicat per Activision. És la dotzena entrega de la franquícia de Call of Duty i la seqüela del videojoc del 2012 Call of Duty: Black Ops II. Es va llançar per a Microsoft Windows, PlayStation 4 i Xbox One el 6 de novembre de 2015. Beenox i Mercenary Technology van llançar una versió limitada amb només multijugador per a PlayStation 3 i Xbox 360. El joc va rebre bones crítiques i tingué èxit comercial.

## Desenvolupament
Call of Duty: Black Ops III és el dotzè joc de la franquícia Call of Duty, i la quarta entrega dins de la sèrie de Black Ops. El joc va ser el segon joc dins del cicle de desenvolupament de 3 anys d'Activision, el primer sent Call of Duty: Advanced Warfare. El cicle permet cadascun dels tres equips de desenvolupadors de Call of Duty (Infinity Ward, Treyarch, i Sledgehammer Games) desenvolupar jocs durant tres anys, mentre que anteriorment es feia amb dos.  Black Ops III fa servir una versió molt modificada del motor IW utilitzat anteriorment a Black Ops II.
El 9 de juny de 2015 es van confirmar les versions per a PlayStation 3 i Xbox 360, desenvolupades per Beenox i Mercenary Technology. Aquestes versions no tenen algunes característiques de les altres plataformes, com el mode campanya. El 15 de juny de 2015 s va anunciar que, dins de l'acord d'exclusivitat amb Sony Computer Entertainment, tot el contingut descarregable per a jocs futurs de Call of Duty, començant amb Black Ops III, es llançaria primer per a les plataformes PlayStation com a exclusives temoprals. Això acabà un contracte d'exclusivitat semblant amb Microsoft.

### Música
Jack Wall, que havia fet la banda sonora per Call of Duty: Black Ops II, va retornar juntament amb Brian Tuey per fer algunes pistes. El joc també tenia una banda sonora instrumental titulada "Jade Helm", d'Avenged Sevenfold.

### DLCs
En el propi joc hi han 9 DLCs addicionals:
El primer DLC anomenat Awakening
El segon DLC anomenat Eclipse
El tercer DLC anomenat Descent
El quart DLC anomenat Salvation
I el cinque DLC anomenat Zombies Chronicles

## Recepció

### Crítics
Call of Duty: Black Ops III va rebre bones crítiques. GameSpot li va posar un 7 sobre 10, dient que "Black Ops III no ofereix res especial a la sèrie, però fa prou per mantenir l'statu quo de Call of Duty. La franquícia, tot i que lentament, continua la seva marxa inexorable". Polygon també li va donar un 7 sobre 10, dient que "el punt més important per recomanar el joc és l'amplària de contingut, i és un punt de vista vàlid. Pèro Treyarch no mou la sèrie cap endavant prou significativament." IGN el va valorar amb un 9.2 sobre 10, dient que "amb un mode co-op per a 4 jugadors, nous poders i un mode Zombies, Black Ops 3rés el joc més gran fins avui de Call of Duty."
Call of Duty es un joc que es basa en 2 modalitats Zombies i Multijugador amb DLC mapas mes extensos

### Vendes
Black Ops III es va vendre considerablement més que Advanced Warfare i Ghosts, fent més de 550 milions de dòlars en vendes durant els tres primers dies després del llançament. Al Regne Unit, Black Ops III va superar Halo 5: Guarddians i esdevingué el joc amb més vendes. El novembre, Black Ops III va esdevenir el joc més venut segons NPD. Black Ops III va acabar sent el joc més venut del 2015.